# Saint Ouen
Saint Ouen (engelska: St. Ouen, St. Ouen's, St Ouen) är en parish i kronbesittningen Jersey. Den ligger i den västra delen av Jersey, 8 km nordväst om huvudstaden Saint Helier. Antalet invånare är 4 097. Arean är 15,0 kvadratkilometer. Saint Ouen ligger på ön Jersey. Saint Ouen gränsar till Saint Peter.
Terrängen i Saint Ouen är platt.